# Jakub Spanmüller
Jakub Spanmüller zvaný Pontanus (Mostecký) (1542 v Mostě – 25. listopadu 1626 v Augsburgu) byl
jezuitský kněz, pedagog, filolog a literární kritik.

## Život
Jakub Spanmüller se narodil roku 1542 v Mostě. Jeho otec Franz Spanmüller byl obchodník se suknem, který v roce 1545 zastával úřad městského rychtáře. První vzdělání získal Jakub v městské škole. V roce 1558 odešel do Prahy studovat na klementinskou kolej. Po studiích vstoupil v roce 1564 do jezuitského řádu a v Praze absolvoval dvouletý noviciát. V roce 1566 byl vyslán do Bavorska jako učitel řecké a latinské gramatiky, rétoriky a poezie. Nejprve v Ingolstadtu a od roku 1567 na jezuitském gymnáziu v Dillingenu. Na zdejší univerzitě se stal roku 1570 bakalářem a poté i magistrem svobodných umění. V roce 1580 byl vysvěcen na kněze. V roce 1582 byl přeložen do Augsburgu na nově zřízenou kolej, kde působil až do roku 1611. V Augsburgu se spolupodílel na vytvoření studijního řádu pro jezuitské školy Ratio studiorum, který byl povinný na jezuitských školách v 17. a 18. století.
Jakub Spanmüller zemřel v Augsburku v roce 1626.

## Dílo
Jakub Spanmüller byl nejen autorem pedagogických děl a filologických studií, ale psal i básně a působil jako překladatel. Byl rovněž autorem tří divadelních her, které zveřejnil ve své knize o poetice Poeticarum Institutionum libri III.
Z jeho pedagogických děl jsou nejvýznamnější Progymnasmata latinitatis, vydaná v letech 1588-1594. Jedná se o antologii a zároveň učebnici latiny pro studenty jezuitských gymnázií. Také vydal antologie pro mládež, například tři knihy Attica bellaria.
Jako překladatel přeložil z řečtiny do latiny řadu teologických a filozofických spisů.